# Samuel Élisée von Bridel
Samuel Élisée von Bridel(-Brideri) (* 28. November 1761 in Crassier (Bern, Schweiz); † 7. Januar 1828 in Gotha) war ein Schweizer Bryologe, Bibliothekar und Dichter. Er gilt als führender Bryologe seiner Zeit. Sein botanisches Autorenkürzel lautet „Brid.“.

## Leben
Bridel studierte an der Universität Lausanne und kam bereits in jungen Jahren nach Gotha, wo er Erzieher der Prinzen August und Friedrich, den späteren Herzögen von Sachsen-Gotha-Altenburg, wurde. 1804 wurde er zum Geheimen Legationsrath ernannt und Bibliothekar in Gotha. Er studierte die Moose und noch Jahrzehnte nach seinem Tod galt sein Werk zu den bedeutendsten auf diesem Gebiet. 1797 gab er eine Beschreibung aller damals bekannter Moose in seinem Werk Muscologia recentiorum in zwei Bänden heraus, zu dem von 1806 bis 1822 mehrere Supplemente erschienen. Er verfasste in weiterer Folge eine neue verbesserte Auflage mit dem Namen Bryologia universa, die 1826 bis 1827 in Leipzig in zwei Bänden erschien und in dem er auch ein neues System der Moose aufstellte, welches heute jedoch als überholt gilt. Er verfasste auch Gedichte und ließ einen Band französischer Gedichte mit dem Namen Délassements poétiques drucken.
Der größte Teil seines Moos-Herbars wurde durch das Botanische Museum Berlin gekauft. Während des Zweiten Weltkrieges entging die Sammlung der Zerstörung durch alliierte Luftangriffe dadurch, dass sie von der Hauptsammlung getrennt wurde. Sie besteht aus 1006 Herbarbögen, die jeder zwischen einem und 30 Belegen enthalten. Der Verbleib des restlichen Teils seiner Sammlung ist unbekannt. Seine Schriften, bestehend aus 24 Briefen, einigen Tagebüchern und anderen persönlichen Dokumenten sind in der Forschungsbibliothek Gotha verwahrt.
Bridel fand seine letzte Ruhestätte auf dem Gothaer Friedhof II, das Grab ist heute jedoch nicht mehr erhalten.
Der Autor, Heimatforscher und Geistliche Philippe-Sirice Bridel sowie der reformierter Geistliche, Theologe und Hochschullehrer Jean-Louis Bridel waren seine Brüder.

## Ehrungen
Samuel Élisée von Bridel wurde 1825 zum Mitglied der Deutschen Akademie der Naturforscher Leopoldina gewählt.

## Schriften (Auswahl)
- Muscologia recentiorum, 2 Bände (1797, 1801, 1803) doi:10.5962/bhl.title.21 samt vier Supplementen (1806, 1812, 1817, 1822)[3] doi:10.5962/bhl.title.20
- Methodus nova muscorum. (1819) doi:10.5962/bhl.title.81816 (1822) doi:10.5962/bhl.title.57892
- Bryologia universa (1826, 1827)[3] doi:10.5962/bhl.title.60260